# La Paz Valley, Arizona
La Paz Valley je naseljeno područje za statističke svrhe u američkoj saveznoj državi Arizona. Prema popisu stanovništva iz 2010. u njemu je živjelo 699 stanovnika.